# Nílton
Nílton Ferreira Junior dit Nílton est un footballeur brésilien né le 21 avril 1987 à Barra do Garças. Il évolue au poste de milieu de terrain.

## Biographie
Nílton joue au Brésil et au Japon.
Il dispute 14 matchs en Copa Libertadores, inscrivant un but, et six matchs en Copa Sudamericana. Il est demi-finaliste de la Copa Sudamericana en 2011 avec le club du Vasco da Gama.

## Palmarès
- Champion du Brésil en 2005 avec les Corinthians ; en 2013 et 2014 avec Cruzeiro
- Champion du Brésil de D2 en 2008 avec les Corinthians et en 2009 avec Vasco da Gama
- Finaliste de la Coupe du Brésil en 2014 avec Cruzeiro
- Vainqueur du Campeonato Mineiro en 2014 avec Cruzeiro
- Vainqueur du Campeonato Gaúcho en 2015 avec le SC Internacional